# Thermeola atala
Thermeola atala är en fjärilsart som beskrevs av Turner 1939. Thermeola atala ingår i släktet Thermeola och familjen björnspinnare. Inga underarter finns listade i Catalogue of Life.